# Keith Strickland

Julian Keith Strickland (nacido el 26 de octubre de 1953) es un músico, cantautor, compositor, guitarrista y multiinstrumentista estadounidense, miembro fundador de los B-52. Nació en Athens (Georgia).
Strickland, que originalmente era el baterista de la banda, pasó a la guitarra después de la muerte de su guitarrista original Ricky Wilson en 1985.  También toca el teclado y el bajo en muchas de las grabaciones del B-52 y ocasionalmente coros. Es el principal compositor de la música de B-52. Dijo sobre el proceso: "Ricky y yo solíamos escribir la música juntos, pero ahora escribo las partes individuales de los instrumentos y organizo las composiciones instrumentales yo mismo. Intento transmitir un sentimiento cuando compongo. Pienso en mis instrumentos como paisajes sonoros: las progresiones de acordes, ritmos, armónicos y dirección musical se utilizan para evocar diversas atmósferas o estados de ánimo sonoros."
En 1992, Strickland se declaró gay públicamente,  y en 1996 se casó con Mark Hayda.
El 13 de diciembre de 2012, se retiró de las giras con los B-52;  Fred Schneider dijo sobre el anuncio de Strickland: "Sabíamos de la decisión de Keith desde hace un tiempo, pero simplemente no queríamos pensar en ello. Keith probablemente todavía estará disponible para shows especiales, pero quería salir de la ruta. Siempre podrá trabajar con nosotros cuando quiera. Es nuestro mejor amigo".  Actualmente lo reemplaza Greg Suran en los shows en vivo.
Strickland continúa componiendo música electrónica instrumental.